# Acalolepta albosparsuta
Acalolepta albosparsuta es una especie de escarabajo longicornio del género Acalolepta, tribu Monochamini, subfamilia Lamiinae. Fue descrita científicamente por Breuning en 1965.
Se distribuye por Laos. Mide aproximadamente 9 milímetros de longitud. El período de vuelo de esta especie ocurre en el mes de mayo.